# Montvale Hotel
Pour l’article homonyme, voir Montvale.
The Montvale Hotel est un hôtel américain situé à Spokane, dans l'État de Washington. Construit en 1899, il est inscrit au Registre national des lieux historiques depuis le 13 avril 1998 et est membre des Historic Hotels of America depuis 2012.